# Mount Dale
Mount Dale är ett berg i Australien. Det ligger i regionen Beverley och delstaten Western Australia, omkring 46 kilometer sydost om delstatshuvudstaden Perth. Toppen på Mount Dale är 546 meter över havet.
Mount Dale är den högsta punkten i trakten. Trakten runt Mount Dale är nära nog obefolkad, med mindre än två invånare per kvadratkilometer.. Närmaste större samhälle är Karragullen, omkring 16 kilometer väster om Mount Dale.
I omgivningarna runt Mount Dale växer huvudsakligen savannskog. Genomsnittlig årsnederbörd är 951 millimeter. Den regnigaste månaden är september, med i genomsnitt 168 mm nederbörd, och den torraste är februari, med 12 mm nederbörd.